# Championnat de Malte de football 1934-1935
Navigation
Saison précédente Saison suivante
La saison 1934-1935 de First Division Maltaise est la vingt-quatrième édition de la première division maltaise.
Lors de cette saison, le Sliema Wanderers FC a tenté de conserver son titre de champion face aux six meilleurs clubs maltais lors d'une série de matchs se déroulant sur toute l'année.
Les sept clubs participants au championnat ont été confrontés une fois aux six autres.
C'est le Floriana FC qui a été sacré champion de Malte pour la onzième fois.

## Les sept clubs participants
| Club                | Stade             | Capacité | Ville    |
| ------------------- | ----------------- | -------- | -------- |
| Floriana FC         | -                 | -        | Floriana |
| Hamrun Spartans     | Victor Tedesco    | 6 000    | Hamrun   |
| Paola Hibernians FC | Hibernians Ground | 8 000    | Paola    |
| Marsa FC            | -                 | -        | Marsa    |
| Sliema Wanderers FC | Guze Fava Ground  | 4 000    | Sliema   |
| Sliema Rangers      | -                 | -        | Sliema   |
| St. George's FC     | -                 | -        | Bormla   |

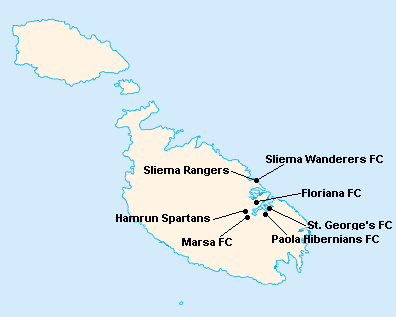
Localisation des clubs engagés dans le championnat.

L'île de Malte étant relativement petite, les clubs évoluent tous au stade National Ta'Qali (17 400 places). Certains cependant ont leur propre enceinte qu'ils peuvent éventuellement utiliser.

## Compétition

### Classement
| Rang | Équipe                      | Pts | J | G | N | P | Bp | Bc | Diff |
| ---- | --------------------------- | --- | - | - | - | - | -- | -- | ---- |
| 1    | Floriana FC (P)             | 11  | 6 | 5 | 1 | 0 | 15 | 1  | +14  |
| 2    | Sliema Wanderers FC (T) (C) | 10  | 6 | 5 | 0 | 1 | 28 | 4  | +24  |
| 3    | Paola Hibernians FC         | 9   | 6 | 4 | 1 | 1 | 15 | 3  | +12  |
| 4    | Sliema Rangers (P)          | 5   | 6 | 2 | 1 | 3 | 11 | 15 | -4   |
| 5    | St. George's FC (P)         | 4   | 6 | 1 | 2 | 3 | 2  | 10 | -8   |
| 6    | Marsa FC (P)                | 3   | 6 | 1 | 1 | 4 | 4  | 20 | -16  |
| 7    | Hamrun Spartans (P)         | 0   | 6 | 0 | 0 | 6 | 3  | 25 | -22  |

| Légende : Qualifications et relégations | Légende : Qualifications et relégations                                                     |
| --------------------------------------- | ------------------------------------------------------------------------------------------- |
|                                         | Relégation en Second Division Maltaise                                                      |
|                                         | (T) : Tenant du titre 1933-1934 (P) : Promu en 1933-1934 (C) : Vainqueur du Trophée Rothman |

## Bilan de la saison
| Tableau d'Honneur       |                     |
| Compétition             | Vainqueur           |
| First Division Maltaise | Floriana FC         |
| Trophée Rothman         | Sliema Wanderers FC |

| Promotions et relégations            |                                          |
| Relégués en Second Division Maltaise | St. George's FC Hamrun Spartans Marsa FC |
| Promus de Second Division Maltaise   | Aucun                                    |